# Constante d'Apéry

Approximation de la constante d'Apéry (ligne bleue) par les sommes partielles de la série des 1/n (ligne rouge).

En analyse mathématique, la constante d'Apéry est la valeur en 3 de la fonction zêta de Riemann :
Elle porte le nom de Roger Apéry, qui a montré en 1978 que ce nombre est irrationnel.
On n'en connaît pas de forme fermée.

## Décimales connues
Cette constante était connue avec 128 000 026 décimales en 1998, 1 000 000 000 en 2003 et jusqu'à 400 000 000 000 décimales en 2015.

## Occurrences
Ce nombre apparaît dans diverses situations :
- dans différents problèmes de physique, dont les termes de deuxième et troisième ordre du rapport gyromagnétique de l'électron en électrodynamique quantique ;
- en théorie des graphes[5] ;
- en compagnie de la fonction gamma lors de la résolution de certaines intégrales qui font appel aux fonctions exponentielles (par exemple dans la solution à deux dimensions du modèle de Debye) ;
- en théorie des nombres : pour tout entier k > 1, la probabilité pour que k entiers strictement positifs pris au hasard n'aient aucun facteur commun est égale à 1/ζ(k) (cf. § « Représentation de 1/ζ et fonction M de Mertens » de l'article « Fonction zêta de Riemann »), en particulier, la probabilité pour trois nombres d'être premiers entre eux est égale à l'inverse de la constante d'Apéry, 1/ζ(3) ≃ 0,831907…[6].

## Irrationalité
Le nombre ζ(3) est irrationnel.
On ne sait pas s'il est transcendant.
Par comparaison, pour tout entier k > 0, le nombre ζ(2k) est transcendant car commensurable à π2k (par exemple : ζ(2) = π2/6).
On peut rappeler la conjecture selon laquelle le nombre ζ(3)/π3 est irrationnel, voir la suite A276120 de l'OEIS.

## Représentations par desséries

### Séries classiques
{\displaystyle \zeta (3)=}, {\displaystyle -{\frac {4\pi ^{2}}{7}}\sum _{k=0}^{\infty }{\frac {\zeta (2k)}{2^{2k}(2k+1)(2k+2)}}} (avec {\displaystyle {\zeta (2k)=(-1)^{k+1}{\frac {(2\pi )^{2k}B_{2k}}{2(2k)!}}}}, où les {\displaystyle {\textstyle {B_{2k}}}} sont les nombres de Bernoulli).
{\displaystyle \zeta (3)=} {\displaystyle {\frac {8}{7}}\sum _{k=0}^{\infty }{\frac {1}{(2k+1)^{3}}}={\frac {8}{7}}\lambda (3)}, où λ est la fonction lambda de Dirichlet.
{\displaystyle \zeta (3)=} {\displaystyle {\frac {4}{3}}\sum _{k=0}^{\infty }{\frac {(-1)^{k}}{(k+1)^{3}}}={\frac {4}{3}}\eta (3)}, où η est la fonction êta de Dirichlet.
{\displaystyle \zeta (3)=}, {\displaystyle {\frac {1}{2}}\sum _{n=1}^{\infty }{\frac {1}{n^{2}}}\sum _{k=1}^{n}{\frac {1}{k}}={\frac {1}{2}}\sum _{n=1}^{\infty }{\frac {H_{n}}{n^{2}}}=\sum _{n=1}^{\infty }{\frac {H_{n-1}}{n^{2}}}=\zeta (2,1)}, où Hn est le n-ième nombre harmonique et où {\displaystyle {\textstyle {\zeta (2,1)}}} représente une valeur zêta multiple.
{\displaystyle \zeta (3)=} {\displaystyle 8\sum _{n=1}^{\infty }{\frac {(-1)^{n}H_{n-1}}{n^{2}}}}.

### Convergence rapide
Il est à noter que contrairement aux autres formules de ce paragraphe, la première a été déterminée dès le XIXe siècle, en 1830, et ce par Clausen :
{\displaystyle \zeta (3)={\frac {\pi }{2}}\sum _{n=0}^{\infty }{\frac {\binom {2n}{n}}{2^{4n}(2n+1)^{2}}}-{\frac {3}{8}}\sum _{n=0}^{\infty }{\frac {1}{{\binom {2n+1}{n}}(n+1)^{3}}}}.
{\displaystyle \zeta (3)=} {\displaystyle {\frac {5}{2}}\sum _{n=1}^{\infty }{\frac {(-1)^{n-1}}{{\binom {2n}{n}}n^{3}}}}.
{\displaystyle \zeta (3)=} {\displaystyle {\frac {1}{4}}\sum _{n=1}^{\infty }{\frac {(-1)^{n-1}(56n^{2}-32n+5)}{{\binom {3n}{n}}{\binom {2n}{n}}n^{3}(2n-1)^{2}}}}.
{\displaystyle \zeta (3)=} {\displaystyle {\frac {1}{64}}\sum _{n=0}^{\infty }{\frac {(-1)^{n}n!^{10}}{(2n+1)!^{5}}}\left(205n^{2}+250n+77\right)}.
{\displaystyle \zeta (3)=} {\displaystyle {\frac {1}{24}}\sum _{n=0}^{\infty }{\frac {(-1)^{n}\left[(2n+1)!(2n)!n!\right]^{3}}{(4n+3)!^{3}(3n+2)!}}\left(126\,392n^{5}+412\,708n^{4}+531\,578n^{3}+336\,367n^{2}+104\,000n+12\,463\right)}.

### Autres
Les Cahiers de Ramanujan ont inspiré à Simon Plouffe les formules suivantes :
{\displaystyle \zeta (3)={\frac {7}{180}}\pi ^{3}-2\sum _{n=1}^{\infty }{\frac {1}{n^{3}(\mathrm {e} ^{2\pi n}-1)}}} ;
{\displaystyle \zeta (3)=14\sum _{n=1}^{\infty }{\frac {1}{n^{3}\sinh(\pi n)}}-{\frac {11}{2}}\sum _{n=1}^{\infty }{\frac {1}{n^{3}(\mathrm {e} ^{2\pi n}-1)}}-{\frac {7}{2}}\sum _{n=1}^{\infty }{\frac {1}{n^{3}(\mathrm {e} ^{2\pi n}+1)}}}.
Srivastava a collecté de nombreuses séries qui convergent vers ζ(3).

## Représentations par desintégrales

### Formules simples
La première est issue de la définition de la fonction ζ par une série et, les deux suivantes, d'expressions intégrales bien connues de cette fonction :
{\displaystyle \zeta (3)=\int _{0}^{1}\int _{0}^{1}\int _{0}^{1}{\frac {1}{1-xyz}}\,\mathrm {d} x\,\mathrm {d} y\,\mathrm {d} z} ;
{\displaystyle \zeta (3)={\frac {1}{2}}\int _{0}^{\infty }{\frac {x^{2}}{\mathrm {e} ^{x}-1}}\,\mathrm {d} x={\frac {2}{3}}\int _{0}^{\infty }{\frac {x^{2}}{\mathrm {e} ^{x}+1}}\,\mathrm {d} x}.
Au moyen d'expressions trigonométriques, on obtient :
{\displaystyle \zeta (3)={\frac {8}{7}}\int _{0}^{\frac {\pi }{2}}x\ln {\tan x}\,\mathrm {d} x},
à comparer avec la formule suivante donnant la constante de Catalan :
{\displaystyle \mathrm {K} =-\int _{0}^{\frac {\pi }{4}}\ln {\tan x}\,\mathrm {d} x}

### Formules plus compliquées
{\displaystyle \zeta (3)=} {\displaystyle {\frac {4}{7}}\int _{-\infty }^{\infty }\arctan {(e^{x})}\arctan {(e^{-x})}\,\mathrm {d} x}
{\displaystyle \zeta (3)=} {\displaystyle \pi \!\!\int _{0}^{\infty }\!{\frac {\cos(2\arctan {x})}{\left(x^{2}+1\right)\cosh ^{2}{\frac {\pi x}{2}}}}\,\mathrm {d} x}.
{\displaystyle \zeta (3)=} {\displaystyle -{\frac {1}{2}}\int _{0}^{1}\int _{0}^{1}{\frac {\ln(xy)}{1-xy}}\,\mathrm {d} x\,\mathrm {d} y=-\int _{0}^{1}\int _{0}^{1}{\frac {\ln(1-xy)}{xy}}\,\mathrm {d} x\,\mathrm {d} y}.
{\displaystyle \zeta (3)=} {\displaystyle \int _{0}^{1}{\frac {\ln x\ln(1-x)}{x}}\,\mathrm {d} x}.
{\displaystyle \zeta (3)=} {\displaystyle {\frac {8\pi ^{2}}{7}}\int _{0}^{1}{\frac {x\left(x^{4}-4x^{2}+1\right)\ln \ln {\frac {1}{x}}}{(1+x^{2})^{4}}}\,\mathrm {d} x={\frac {8\pi ^{2}}{7}}\int _{1}^{\infty }{\frac {x\left(x^{4}-4x^{2}+1\right)\ln \ln x}{(1+x^{2})^{4}}}\,\mathrm {d} x}.
{\displaystyle \zeta (3)=} {\displaystyle -{\tfrac {1}{2}}\Gamma '''(1)+{\tfrac {3}{2}}\Gamma '(1)\Gamma ''(1)-{\big (}\Gamma '(1){\big )}^{3}=-{\tfrac {1}{2}}\psi _{2}(1)}, et l'on connaît des représentations intégrales de la fonction gamma, de ses dérivées, et de la fonction digamma.